# Pelargonium quarciticola
Pelargonium quarciticola är en näveväxtart som beskrevs av U. Meve och E.M. Marais. Pelargonium quarciticola ingår i släktet pelargoner, och familjen näveväxter. Inga underarter finns listade i Catalogue of Life.